# Miasteczko akademickie

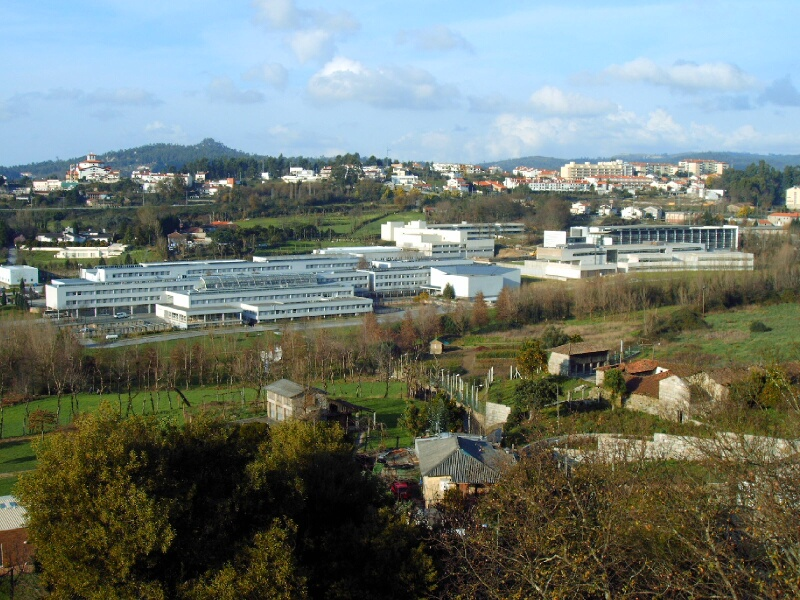
Kampus Universidade do Minho (Guimarães, Portugalia)

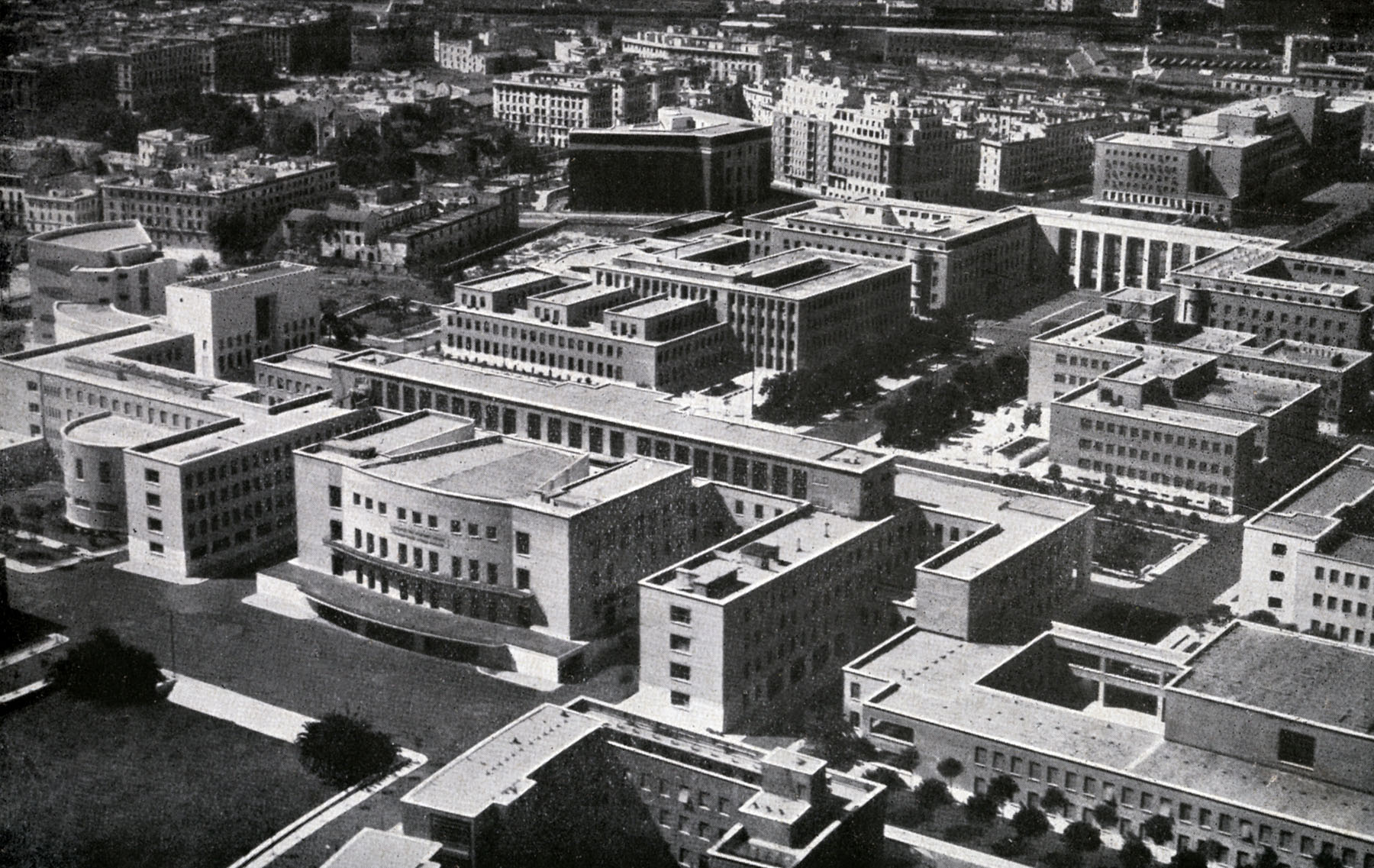
Kampus rzymskiej La Sapienzy (1938)

Miasteczko akademickie, miasteczko uniwersyteckie, kampus – część miasta, w której znajdują się budynki uniwersytetu lub innej szkoły wyższej oraz/albo domy studenckie (jeśli tylko te ostatnie, zwykle używana jest nazwa „miasteczko studenckie”, a nie stosuje się określenia „kampus”).
W krajach anglosaskich terminem „kampus” (z łac. campus, pole) określa się teren należący do szkoły wyższej wraz ze znajdującymi się na nim budynkami. Niekiedy tereny szpitali lub posiadłości niektórych firm również nazywa się kampusami.
W 2007 miasteczko Narodowego Uniwersytetu Autonomicznego Meksyku zostało wpisane na listę światowego dziedzictwa UNESCO.

## Polska
Najsłynniejsze miasteczka akademickie w Polsce to: Miasteczko Studenckie AGH w Krakowie, Kampus 600-lecia Odnowienia Uniwersytetu Jagiellońskiego w Krakowie na Ruczaju, miasteczko akademickie w Lublinie, Morasko oraz Piotrowo w Poznaniu, Wittigowo we Wrocławiu, Kortowo w Olsztynie, „Lumumbowo” w Łodzi, Miasteczko Akademickie w Toruniu.